# Tal Ben-Shahar
 (juin 2017).
Si vous disposez d'ouvrages ou d'articles de référence ou si vous connaissez des sites web de qualité traitant du thème abordé ici, merci de compléter l'article en donnant les références utiles à sa vérifiabilité et en les liant à la section « Notes et références ».
Tal Ben-Shahar, né en 1970, est un enseignant et écrivain americano-israélien spécialisé dans le domaine de la psychologie positive et du leadership.

## Biographie
Il a un bachelor's degre en philosophie et en psychologie de l'université Harvard et un doctorat en comportement organisationnel de Harvard en 2004, pour une thèse intitulé Restoring Self-Esteem's Self-Esteem : The Constructs of Dependent and Independent Competence and Worth.
Il a donné des cours à l'université Harvard[Quand ?] et enseigne au centre interdisciplinaire à Herzliya en Israël[réf. souhaitée].

## Activités éditoriales
Il est l'auteur de plusieurs ouvrages, L'apprentissage du bonheur et L'apprentissage de l'imperfection, ainsi que deux livres pour enfants écrits en hébreu, en collaboration avec Shirly Yuval-Yairin : l'un sur Helen Keller et l'autre sur Thomas Edison. 

## Publications
Livres en anglais
- Heaven Can Wait: Conversations With Bonny Hicks (1998)[2]
- Happier: Learn the Secrets to Daily Joy and Lasting Fulfillment (2007)
- L'apprentissage du bonheur, Belfond, collection L'esprit d'ouverture, janvier 2008, 252 p. (Choose the Life You Want: 101 Ways to Create Your Own Road to Happiness, 2012
- L'apprentissage de l'imperfection, Belfond, collection L'esprit d'ouverture, avril 2010, 324 p. (Being Happy: You Don't Have to b Perfect to lead a richer, happier Life, 2010
- Apprendre à être heureux. Cahier d'exercices et de recettes, Belfond, avril 2010, 240 p. (Even Happier: A Gratitude Journal for Daily Joy and Lasting Fulfillment, 2009
- Choisir sa vie, Pocket, 2017, 288 p.
- Conversations avec mon coiffeur, Pocket, 2018, 111 p.
- Le Bonheur d'être leader, De Boeck Supérieur, 2018, 256 p. (The Joy of Leadership. How Psychology Can Maximize Your Impact (And Make You Happier) in a Challenging World, 2017